# Łukasz Radecki
Łukasz Radecki (ur. 11 października 1979 w Malborku) – polski pisarz, redaktor, publicysta, recenzent, tłumacz, muzyk, nauczyciel.

## Życiorys
Urodził się w Malborku. Publikował w sieci i w czasopismach, m.in. Dzika Banda, Grabarz Polski, Carpe Noctem, Atmospheric Magazine, Playboy, Musick Magazine. Na podstawie jego opowiadań powstał film „Rigor Mortis” w reżyserii Patryka Jurka. Zrealizował także muzykę do kilku horrorów, gier i serialu „Oblicza Mroku”. Powieść „Miasteczko” uzyskała nominację w Plebiscycie Książka Roku 2015, portalu Lubimyczytać.pl, w kategorii Horror. W 2015 roku Radecki został także laureatem Nagrody Polskiej Literatury Grozy, imienia Stefana Grabińskiego. Aktywnie działa w zespołach Acrybia, Trauma, Nekkrofukk, Worstgod. Był związany m.in. z zespołami Damage Case, North, Agalirept, Deadthorn, Arkham.

## Publikacje

### Książki
- Miasteczko 2015 z Robert Cichowlas, Wydawnictwo Videograf
- Jotka – łowca Smoków. Smoki wysp brytyjskich 2018, Wydawnictwo Zysk i S-ka
- Odium 2020, Wydawnictwo Phantom Books
- Świrownia (gra paragrafowa) 2022, Wydawnictwo Nowa Baśń

cykl Bóg Horror Ojczyzna
- Złego początki 2013 (zbiór opowiadań), Oficyna Wydawnicza Literat
- Wszystko spłonie 2014 (zbiór opowiadań)Oficyna Wydawnicza Literat
- "Robak i kret. Oko cyklonu" 2018 (mikropowieść),e-book ArtRage
- Bóg Horror Ojczyzna 2018 (omnibus), Wydawnictwo Phantom Books

cykl Zombie.pl
- Zombie.pl 2016 z Robert Cichowlas, Wydawnictwo Zysk i S-ka
- Zombie.pl 2 2018 z Robert Cichowlas, Wydawnictwo Zysk i S-ka

cykl Nienasycony
- Nienasycony 2017, Wydawnictwo Phantom Books
- Nienasycony II 2017, Wydawnictwo Phantom Books

cykl Plemiona
- Wojna bogów 2018, Wydawnictwo Nowa Baśń
- Próba bogów 2019, Wydawnictwo Nowa Baśń

cykl Bryk bardzo niekonwencjonalny
- Adam Mickiewicz (2021), Wydawnictwo Nowa Baśń
- Juliusz Słowacki (2024), Wydawnictwo Nowa Baśń

Zbiory opowiadań
- Kraina bez powrotu. Opowieści niesamowite 2009 e-book, Wydawnictwo Armoryka
- Lek na lęk 2011 z Kazimierz Kyrcz jr.., Wydawnictwo Fu Kang
- Pradawne zło 2014 z Robert Cichowlas, Wydawnictwo Replika
- Horror klasy B 2014, Oficyna Wydawnicza Literat
- "Sakrament okrucieństwa cz.1" 2016, z Tomasz Siwiec, Wydawnictwo Horror Masakra
- Królestwo gore 2017, Wydawnictwo Videograf
- Wszystko, co boli  2024, z Tomasz Czarny, Wydawnictwo Dom Horroru

### Opowiadania
- ”Hipopotam” 2007 z Kazimierz Kyrcz jr. – Magazyn Fantastyczny 01 (10) 2007, Magazyn fantastyczny The Best
- "Pan" 2007 z Kazimierz Kyrcz jr. – Księga strachu
- "Wilczy cień" 2007 Czachopismo 03 (4) 2007
- "Muza z przypadku" 2008 z Kazimierz Kyrcz jr. – Białe szepty
- "Remedium" 2008 z Kazimierz Kyrcz jr. – Magazyn Fantastyczny 01 (12) 2008
- "Zmysły" 2008 z Kazimierz Kyrcz jr. – Pokój do wynajęcia
- "Misja. Historia (nie)prawdziwa" 2009 z Kazimierz Kyrcz jr. – Czarna kokarda
- "Pustki" 2009 City 1
- "I tylko głód pozostanie" 2009 Kraina bez powrotu. Opowieści niesamowite
- "Jak za dawnych czasów" 2009 Kraina bez powrotu. Opowieści niesamowite
- "Kraina bez powrotu" 2009 Kraina bez powrotu. Opowieści niesamowite
- "Księżniczka" 2009 Kraina bez powrotu. Opowieści niesamowite, Królestwo gore
- "Rytuał zbrodni" 2009 Kraina bez powrotu. Opowieści niesamowite
- "Wazon" 2009 Kraina bez powrotu. Opowieści niesamowite, Królestwo gore
- "Burza mózgów" 2011 z Kazimierz Kyrcz jr. – Lek na lęk
- "Dobre rady Doroty" 2011 z Kazimierz Kyrcz jr. – Lek na lęk
- "Mam marzenie" 2011 z Kazimierz Kyrcz jr. – Lek na lęk
- "Mój opiekun" 2011 Magazyn Fantastyczny 01 (20-21) 2011
- "Niecodzień" 2011 z Kazimierz Kyrcz jr. – Lek na lęk
- "Nielubienie" 2011 z Kazimierz Kyrcz jr. – Lek na lęk
- 'Opiekun" 2011 z Kazimierz Kyrcz jr. – Lek na lęk
- "Pączek" 2011 z Kazimierz Kyrcz jr. – Lek na lęk
- "Przytulanka" 2011 z Kazimierz Kyrcz jr. – Lek na lęk
- "Ręce rzeźnika" 2011 z Kazimierz Kyrcz jr. – Lek na lęk
- "Roszada" 2011 z Kazimierz Kyrcz jr. – Lek na lęk
- "Selena" 2011 z Kazimierz Kyrcz jr. – Lek na lęk
- "Szał ciał" 2011 z Kazimierz Kyrcz jr. – Lek na lęk
- "Tyle dobrego" 2011 z Kazimierz Kyrcz jr. – Lek na lęk
- "Umieranie z Marią" 2011 Magazyn Fantastyczny 01 (20-21) 2011
- "Z winy księżyca" 2011 z Kazimierz Kyrcz jr. – Lek na lęk
- "Imperium robali" 2012 13 ran, Królestwo gore
- "Ofiary "2013 z Robert Cichowlas Dziedzictwo Manitou
- "A czerwiec był piękny tego roku" 2013 17 szram, Królestwo gore
- "Pradawne zło" 2013 Pradawne zło z Robert Cichowlas
- "Świt szczurów" 2013 Pradawne zło z Robert Cichowlas
- "Seks to nie wszystko" 2013 Pradawne zło z Robert Cichowlas
- "Upiora" 2013 z Krzysztof T. Dąbrowski Metoda Schlegmachera i inne opowiadania
- "Ćma" 2014 Księga wampirów
- "Vade-Mecum" 2014 Oblicza grozy
- "Kat" 2014 Krwawnik. Opowiadania z pozornie martwej strefy, Królestwo gore
- "Satellite 15" 2014 Krwawnik. Opowiadania z pozornie martwej strefy, Horror klasy B
- "Per aspera ad inferi" (2014) Demononicon, Królestwo gore
- "Agrogore" (2014) Horror klasy B
- "Smak miłości" (2014) Horror klasy B
- "Jak za dawnych czasów" (2014) Horror klasy B
- "Pieśni śmierci" (2014) Horror klasy B
- "Profan" (2014) Horror klasy B
- "Tadrigarda" (2014) Horror klasy B
- "Wadera" (2014) Horror klasy B
- "Ghost story" (2014) Horror klasy B
- "Ciężkozbrojni kontra **** zombie" (2014) Horror klasy B
- "Tuż obok piekła" 2014 Histeria 4 (04) 2014, Królestwo gore
- „Brama” (2015) Brama 00 (01) 2015
- "Ogrodniczka" 2015 Histeria 5 (10) 2015, Królestwo gore
- "Wzór" 2016 Krwawnik 2
- "Ubój" 2016 Sakrament okrucieństwa cz. 1
- "Biel" 2017 Mapa cieni
- "Robaczywek" 2017 Królestwo gore
- "Trójca. Oto słowo moje" 2017 Królestwo gore
- "Ostatnia wyprawa" 2017 Królestwo gore
- "Okruch" 2017 Królestwo gore
- "Wyrzygać duszę" 2017 Królestwo gore
- "Fundacja Hackenholta" 2017 Królestwo gore
- "Łzy klauna" 2017 Iron Tales
- "Zaczęło się od gwiazd"2021 Grobowiec I: Zaraza
- "Kluczem jest strach" 2021 Iron Tales. Blood Brothers
- "Dechrystianizacja" 2021 Sabat tom 2

## Dyskografia
Acrybia
- Acrybia – "Act Of Desperation" (2003, Asmo.Deo Records)
- Acrybia – "Burn-Out" (2004, Asmo.Deo Records)
- Acrybia – "Come Back To The Womb" (2005, Niezależne)
- Acrybia – "Death, Birth And Marriage" (2007, Beast Of Prey)
- Acrybia – "Entelechia (Songs Of Modern Werewolfes)" (2008, Niezależne)
- Acrybia – "Great International Disaster Day" (2009, Thesperate Records)
- Acrybia – "Human B.(ing)" (2010, Thesperate Records)
- Acrybia – "Jesus Bloody Jesus" (2011, Umbra Sub Sole)
- Acrybia – "Królestwo Powietrza" (2022, Niezależne)

Damage Case
- Damage Case – "Oldschool Maniac" (2013, Umbra Sub Sole)
- Damage Case – "Drunken Devil (2017, Niezależne)
- Damage Case – "F**k'n'Roll Damnation" (2019, Putrid Cult)
- Damage Case – "Heavy Metal Sacrifice" (2022, Putrid Cult)

Albumy solowe
- Łukasz Radecki – "I" (2010, Thesperate Records)
- Łukasz Radecki – "II" (2012, Umbra Sub Sole)

Wilcy
- Wilcy – "Poganica (1034-1038)" (2015, Eastside Records)
- Wilcy – "Żertwa"" (2017, Dark Omen Productions)

Inne
- Arkham "Nemezis" (2003, Beast Of Prey)
- Nekkrofukk -"Profanation of Sakkred Signs on The Blakkk Kkursed Earth & Summoning the Unholy King of Goats" (2024, Putrid Cult)

## Muzyka filmowa
- "Rigor Mortis" reż. Patryk Jurek (2007)[7]
- "Atria Mortis" reż. Patryk Jurek (2008)[8]
- "Ciało Chrystusa" reż. Patryk Jurek (2011)
- "Animus" reż. Patryk Jurek (2012)[9]